# الدوري التشيكوسلوفاكي 1925
الدوري التشيكوسلوفاكي 1925 هو الموسم 1 من الدوري التشيكوسلوفاكي ‏. أشرف على تنظيمه اتحاد جمهورية التشيك لكرة القدم، وكان عدد الأندية المشاركة فيه 10، وفاز فيه سلافيا براغ.